# TAISHIRO
TAISHIRO（たいしろう、2002年11月2日 - ）は、主に日本で活動するファッションモデルである。東京都出身。

## 人物
国籍は日本。父と母は日本人。
身長/体重：180cm／65kg、靴のサイズ：27.5

## 活動
デビュー：2018年　ファッションリーダーズ
ジャンル：ファッション
他の活動：タレント

## 主な出演

### ランウェイ
- 2017年11月12日 tue スマイルサイクルフェスタ in大阪 2017

- 2017年12月23日 sat KCE collection in TOKYO vol.1

- 2018年4月15日 sun KCE collection in TOKYO vol.2

- 2018年5月20日 sun FASHION LEADERS 2018 s/s[1]

- 2018年9月24日 sep ROOKIE USA FASHION SHOW

- 2018年11月3日 sat Romantic KIMONO Festival

- 2019年1月6日 sun Ehime Collection

### ドラマ
- 2017年 WOWOW ドラマ「名刺ゲーム」第3話
- 2018年 Short Movie「Last Message」国際映画祭
- 2018年 フジテレビ「ドラマ グッドドクター」第3話

### YouTube
- 2017年 KCE  collection in TOKYO vol.1『りかりこちゃんねる』

- 2017年 KCEポージングレッスン『りかりこちゃんねる』

### CM
- 2017年 日清食品 どん兵衛